# Kaori Sakamoto
Kaori Sakamoto (en japonés: 坂本花織, Sakamoto Kaori; (Kobe, 9 de abril de 2000) es una deportista japonesa que compite en patinaje artístico, en la modalidad individual; tres veces campeona mundial.
Participó en dos Juegos Olímpicos de Invierno, obteniendo dos medallas en Pekín 2022, plata por equipo y bronce individual, y el sexto lugar en Pyeongchang 2018, en la prueba individual.
Ganó cuatro medallas en el Campeonato Mundial de Patinaje Artístico sobre Hielo, entre los años 2022 y 2025, y una medalla de oro en el Campeonato de los Cuatro Continentes de Patinaje Artístico sobre Hielo de 2018.

## Palmarés internacional
| Juegos Olímpicos                     | Juegos Olímpicos        | Juegos Olímpicos  | Juegos Olímpicos |
| Año                                  | Lugar                   | Medalla           | Prueba           |
| ------------------------------------ | ----------------------- | ----------------- | ---------------- |
| 2022                                 | Pekín (China)           | Medalla de plata  | Equipo           |
| 2022                                 | Pekín (China)           | Medalla de bronce | Individual       |
| Campeonato Mundial                   |                         |                   |                  |
| Año                                  | Lugar                   | Medalla           | Categoría        |
| 2022                                 | Montpellier (Francia)   | Medalla de oro    | Individual       |
| 2023                                 | Saitama (Japón)         | Medalla de oro    | Individual       |
| 2024                                 | Montreal (Canadá)       | Medalla de oro    | Individual       |
| 2025                                 | Boston (Estados Unidos) | Medalla de plata  | Individual       |
| Campeonato de los Cuatro Continentes |                         |                   |                  |
| Año                                  | Lugar                   | Medalla           | Categoría        |
| 2018                                 | Taipéi (Taiwán)         | Medalla de oro    | Individual       |